# اختبار الصندوق الأسود

مخطط الصندوق الأسود

اختبار الصندوق الأسود هو طريقة من طرق فحص البرمجيات التي تختبر وظائف التطبيق مقابل هياكله الداخلية أو الأساليب التي يعمل بها (انظر اختبار الصندوق الأبيض). لا يستلزم هذا الاختبار معرفة معينة بالشيفرة الداخلية أو التركيب الداخليين للتطبيق إلى جانب أن معرفة البرمجة أمر غير ضروري أيضا. تبنى حالات الاختبار حول الخصائص والمتطلبات مثل الوظيفة المنوطة بالتطبيق. يستخدم هذا الاختبار أوصافا خارجية للبرمجية تتضمن الخصائص والمتطلبات والتصميم لاشتقاق حالات الاختبار. يمكن أن تكون هذه الاختبارات وظيفية أو غير وظيفية غير أنها غالبا ما تكون غير وظيفية. يقوم مصمم الاختبار باختيار المدخلات الصالحة وغير الصالحة وتحديد الناتج الصحيح. ولا تتوافر المعرفة بالتركيب الداخلي للكائن موضوع الاختبار.
ويمكن تطبيق طريقة الاختبار هذه على جميع المستويات الخاصة باختبار البرمجيات مثل اختبار الوحدة واختبار الترابط والاختبار الوظيفي واختبار النظام واختبار القبول. تجمع هذه الطريقة معظم إن لم يكن جميع الاختبارات على مستويات أعلى ويمكن أن تسيطر على اختبار الوحدة أيضا.

## تقنيات تصميم الاختبار
تتضمن تقنيات تصميم اختبار الصندوق الأسود:
- اختبار جدول القرار
- اختبار جميع الأزواج
- جداول انتقال الحالة
- تقسيم التكافؤ
- تحليل القيمة الحدية

## القرصنة
في اختبار الاختراق، يرمز اختبار الصندوق الأسود إلى المنهجية التي يكون فيها المخترق الأبيض على غير دراية بالنظام الذي يتعرض للهجوم. إن الهدف من اختبار الاختراق الخاص بالصندوق الأسود هو محاكاة اختراق خارجي قد يتعرض له النظام أو هجمات الحرب الإلكترونية.

## وصلات خارجية
- BCS SIGIST (British Computer Society Specialist Interest Group in Software Testing): Standard for Software Component Testing, Working Draft 3.4, 27. April 2001.